# Marele Premiu al Australiei din 2024
Marele Premiu al Australiei din 2024 (cunoscut oficial ca Formula 1 Rolex Australian Grand Prix 2024) a fost o cursă auto de Formula 1 ce s-a desfășurat pe 24 martie 2024 pe Circuitul Albert Park din Melbourne, Australia. Cursa a fost cea de-a treia etapă a Campionatului Mondial de Formula 1 FIA din 2024.
Carlos Sainz Jr. de la Ferrari a câștigat cursa după ce campionul mondial en-titre, Max Verstappen, s-a retras în turul trei, încheindu-și seria de nouă victorii consecutive. Coechipierul lui Sainz, Charles Leclerc, l-a urmat pe locul al doilea pentru a oferi primul 1–2 pentru Ferrari de la Marele Premiu al Bahrainului din 2022. Lando Norris a completat top 3, doborând recordul pentru cele mai multe podiumuri fără victorie (14), deținut anterior de Nick Heidfeld.
Marele Premiu a stabilit un nou record de asistență la circuit, cu 452.055 de spectatori pe întreg weekend-ul, făcându-l astfel cel mai asistat eveniment sportiv din Melbourne, și al treilea cel mai mare din toate timpurile, după ediția din 1995 a cursei, desfășurată în Adelaide, cu 520.000 de spectatori, și Marele Premiu al Marii Britanii din 2023, cu 480.000 de spectatori.

## Context
Carlos Sainz Jr. a revenit la Ferrari după ce a fost înlocuit în runda precedentă de către Oliver Bearman din cauza unei intervenții chirurgicale de apendicită. Williams nu a putut repara avariile suferite de șasiul lui Alexander Albon în urma unui accident în timpul primei sesiuni de antrenamente libere, drept urmare el a trecut în mașina lui Logan Sargeant, ceea ce a însemnat că acesta din urmă a trebuit să rateze restul weekendului de Mare Premiu. Daniel Ricciardo de la RB și Oscar Piastri de la McLaren au fost prima pereche de piloți australieni care au concurat la Marele Premiu al țării lor de când Ricciardo a concurat alături de Mark Webber în 2013.
Furnizorul de anvelope Pirelli a adus compușii de anvelope C3, C4 și C5 (denumiți duri, medii și, respectiv, moi) pentru ca echipele să le folosească la eveniment. Compozițiile de pneuri alese sunt cu o treaptă mai moi decât cele utilizate la ediția precedentă a cursei.

## Calificări
Calificările au avut loc pe 23 martie 2024, începând cu ora locală 16:00 (AEDT), ora 07:00 EET.
| Poz.                  | Nr. | Pilot            | Constructor                  | Timpi calificări | Timpi calificări | Timpi calificări | Grila finală |
| Poz.                  | Nr. | Pilot            | Constructor                  | Q1               | Q2               | Q3               | Grila finală |
| --------------------- | --- | ---------------- | ---------------------------- | ---------------- | ---------------- | ---------------- | ------------ |
| 1                     | 1   | Max Verstappen   | Red Bull Racing-Honda RBPT   | 1:16,819         | 1:16,387         | 1:15,915         | 1            |
| 2                     | 55  | Carlos Sainz Jr. | Ferrari                      | 1:16,731         | 1:16,189         | 1:16,185         | 2            |
| 3                     | 11  | Sergio Pérez     | Red Bull Racing-Honda RBPT   | 1:16,805         | 1:16,631         | 1:16,274         | 6            |
| 4                     | 4   | Lando Norris     | McLaren-Mercedes             | 1:17,430         | 1:16,750         | 1:16,315         | 3            |
| 5                     | 16  | Charles Leclerc  | Ferrari                      | 1:16,984         | 1:16,304         | 1:16,435         | 4            |
| 6                     | 81  | Oscar Piastri    | McLaren-Mercedes             | 1:17,369         | 1:16,601         | 1:16,572         | 5            |
| 7                     | 63  | George Russell   | Mercedes                     | 1:17,062         | 1:16,901         | 1:16,724         | 7            |
| 8                     | 22  | Yuki Tsunoda     | RB-Honda RBPT                | 1:17,356         | 1:16,791         | 1:16,788         | 8            |
| 9                     | 18  | Lance Stroll     | Aston Martin Aramco-Mercedes | 1:17,376         | 1:16,780         | 1:17,072         | 9            |
| 10                    | 14  | Fernando Alonso  | Aston Martin Aramco-Mercedes | 1:16,991         | 1:16,710         | 1:17,552         | 10           |
| 11                    | 44  | Lewis Hamilton   | Mercedes                     | 1:17,499         | 1:16,960         | N/A              | 11           |
| 12                    | 23  | Alexander Albon  | Williams-Mercedes            | 1:17,130         | 1:17,167         | N/A              | 12           |
| 13                    | 77  | Valtteri Bottas  | Kick Sauber-Ferrari          | 1:17,543         | 1:17,340         | N/A              | 13           |
| 14                    | 20  | Kevin Magnussen  | Haas-Ferrari                 | 1:17,709         | 1:17,427         | N/A              | 14           |
| 15                    | 31  | Esteban Ocon     | Alpine-Renault               | 1:17,617         | 1:17,697         | N/A              | 15           |
| 16                    | 27  | Nico Hülkenberg  | Haas-Ferrari                 | 1:17,976         | N/A              | N/A              | 16           |
| 17                    | 10  | Pierre Gasly     | Alpine-Renault               | 1:17,982         | N/A              | N/A              | 17           |
| 18                    | 3   | Daniel Ricciardo | RB-Honda RBPT                | 1:18,085         | N/A              | N/A              | 18           |
| 19                    | 24  | Zhou Guanyu      | Kick Sauber-Ferrari          | 1:18,188         | N/A              | N/A              | LB           |
| Regula 107%: 1:22,731 |     |                  |                              |                  |                  |                  |              |
| Sursa:                |     |                  |                              |                  |                  |                  |              |

Note
- ^1 – Sergio Pérez a primit o penalizare de trei locuri pe grilă pentru că l-a forțat să încetinească pe Nico Hülkenberg în Q1.[17]
- ^2 – Zhou Guanyu s-a calificat pe locul 19, dar a fost nevoit să pornească în cursă de la boxe deoarece a schimbat o aripă față de rezervă care nu corespundea specificațiilor.[18]

## Cursa
Cursa a avut loc pe 24 martie 2024, începând cu ora locală 15:00 (AEDT), ora 06:00 EET, și a durat 58 de tururi.
| Poz.                                                               | Nr. | Pilot            | Constructor                  | Tururi | Timp/Retras | Grilă | Puncte |
| ------------------------------------------------------------------ | --- | ---------------- | ---------------------------- | ------ | ----------- | ----- | ------ |
| 1                                                                  | 55  | Carlos Sainz Jr. | Ferrari                      | 58     | 1:20:26,843 | 2     | 25     |
| 2                                                                  | 16  | Charles Leclerc  | Ferrari                      | 58     | +2,366      | 4     | 19     |
| 3                                                                  | 4   | Lando Norris     | McLaren-Mercedes             | 58     | +5,904      | 3     | 15     |
| 4                                                                  | 81  | Oscar Piastri    | McLaren-Mercedes             | 58     | +35,770     | 5     | 12     |
| 5                                                                  | 11  | Sergio Pérez     | Red Bull Racing-Honda RBPT   | 58     | +56,309     | 6     | 10     |
| 6                                                                  | 18  | Lance Stroll     | Aston Martin Aramco-Mercedes | 58     | +1:33,222   | 9     | 8      |
| 7                                                                  | 22  | Yuki Tsunoda     | RB-Honda RBPT                | 58     | +1:35,601   | 8     | 6      |
| 8                                                                  | 14  | Fernando Alonso  | Aston Martin Aramco-Mercedes | 58     | +1:40,992   | 10    | 4      |
| 9                                                                  | 27  | Nico Hülkenberg  | Haas-Ferrari                 | 58     | +1:44,553   | 16    | 2      |
| 10                                                                 | 20  | Kevin Magnussen  | Haas-Ferrari                 | 57     | +1 tur      | 14    | 1      |
| 11                                                                 | 23  | Alexander Albon  | Williams-Mercedes            | 57     | +1 tur      | 12    |        |
| 12                                                                 | 3   | Daniel Ricciardo | RB-Honda RBPT                | 57     | +1 tur      | 18    |        |
| 13                                                                 | 10  | Pierre Gasly     | Alpine-Renault               | 57     | +1 tur      | 17    |        |
| 14                                                                 | 77  | Valtteri Bottas  | Kick Sauber-Ferrari          | 57     | +1 tur      | 13    |        |
| 15                                                                 | 24  | Zhou Guanyu      | Kick Sauber-Ferrari          | 57     | +1 tur      | LB    |        |
| 16                                                                 | 31  | Esteban Ocon     | Alpine-Renault               | 57     | +1 tur      | 15    |        |
| 17                                                                 | 63  | George Russell   | Mercedes                     | 56     | Accident    | 7     |        |
| Ab                                                                 | 44  | Lewis Hamilton   | Mercedes                     | 15     | Motor       | 11    |        |
| Ab                                                                 | 1   | Max Verstappen   | Red Bull Racing-Honda RBPT   | 3      | Frâne       | 1     |        |
| Cel mai rapid tur: Charles Leclerc (Ferrari) – 1:19,813 (turul 56) |     |                  |                              |        |             |       |        |
| Sursa:                                                             |     |                  |                              |        |             |       |        |

Note
- ^1 – Include un punct pentru cel mai rapid tur.[20]
- ^2 – Fernando Alonso a terminat pe locul șase pe pistă, dar a primit o penalizare drive through după cursă convertită într-o penalizare de douăzeci de secunde pentru condus într-o manieră „potențial periculoasă” în care a fost implicat George Russell.[19]
- ^3 – Pierre Gasly a primit o penalizare de cinci secunde pentru depășirea liniei la ieșirea de la boxe. Poziția sa finală nu a fost afectată de această penalizare.[19]
- ^4 – George Russell a fost clasificat deoarece a parcurs mai mult de 90% din distanța cursei.[19]

## Clasamentele campionatelor după cursă
|        | Poz. | Pilot            | Pct. |
| ------ | ---- | ---------------- | ---- |
|        | 1    | Max Verstappen   | 51   |
| 1      | 2    | Charles Leclerc  | 47   |
| 1      | 3    | Sergio Pérez     | 46   |
| 2      | 4    | Carlos Sainz Jr. | 40   |
|        | 5    | Oscar Piastri    | 28   |
| Sursa: |      |                  |      |

|        | Poz. | Constructor                  | Pct. |
| ------ | ---- | ---------------------------- | ---- |
|        | 1    | Red Bull Racing-Honda RBPT   | 97   |
|        | 2    | Ferrari                      | 93   |
|        | 3    | McLaren-Mercedes             | 55   |
|        | 4    | Mercedes                     | 26   |
|        | 5    | Aston Martin Aramco-Mercedes | 25   |
| Sursa: |      |                              |      |

- Notă: Doar primele cinci locuri sunt prezentate în ambele clasamente.